# 3-Amino-2-butennitril
3-Amino-2-butennitril (Trivialname Bisacetonitril) ist eine chemische Verbindung, welche Acrylnitril als Substruktur enthält.

## Gewinnung und Darstellung
Die früheste Synthese erfolgte 1889 durch Rudolf Holtzwart. Dieser versetzte eine Lösung von Acetonitril in Diethylether mit elementarem Natrium, was zum 3-Amino-2-butennitril führte. Als Nebenprodukt entstehen Methan und Natriumcyanid, weil das elementare Natrium dazu imstande ist, das Acetonitril heterolytisch zu spalten. Eine Alternative ist die Umsetzung von Acetonitril mit Kalium-tert-butanolat.

## Eigenschaften
Es werden in der Literatur zwei Formen von 3-Amino-2-butennitril beschrieben, wobei vermutet wurde, dass die hochschmelzende Form (Schmelztemperatur etwa 80 °C) die cis-Konfiguration und das niedrigschmelzende Material (Schmelztemperatur etwa 50 °C) die trans-Konfiguration aufweist. Die NMR-Spektren der beiden Formen zeigten jedoch, dass das niedrigschmelzende Material ein Gemisch aus zwei Komponenten ist, von denen eine die hochschmelzende Form ist. Die Zusammensetzung des niedrigschmelzenden Materials ist variabel und hängt von der Herstellungsmethode, den verwendeten Lösungsmitteln und sogar von den Lagerungsbedingungen ab. Es wurde festgestellt, dass der Schmelzpunkt des niedrigschmelzenden Materials beim Verbleib in der festen Phase ansteigt, und diese Veränderung entspricht einer Erhöhung des Anteils des cis-Isomers.

## Typische Reaktionen
Bei Einwirkung von Acetylchlorid auf 3-Amino-2-butennitril entsteht nach Hydrolyse eine Art tetramere Form des Acetonitrils, wobei ein Molekül Ammoniak abgespalten wurde. Das Resultat wurde von Holtzwart mit folgender Strukturformel angegeben:
Mit Hydroxylamin reagiert 3-Amino-2-butennitril zu Isoxazolderivaten. Es reagiert außerdem mit Ferrocenyl-1,2-enonen unter Bildung von Ferrocenylpyridinen. Es durchläuft eine Diazotierungs-Kupplungsreaktion mit p-substituierten Anilinen zur Bildung von 2-Arylhydrazon-3-ketimino-butyronitrilen. Es wird auch bei der Reaktion mit Aryldiazoniumsalzen verwendet und ergibt anstelle des erwarteten Triazols 2-Arylhydrazono-3-ketobutyronitril durch elektrophilen Angriff am Kohlenstoff und Hydrolyse des resultierenden Imins.

## Verwendung
3-Amino-2-butennitril ist ein Zwischenprodukt in der organischen Synthese von Arzneistoffen, Agrochemikalien und Farbstoffen.